# Coiffeuse
Coiffeuse (fr.) - mały fotel z niskim oparciem, zazwyczaj wyplatany lub kryty skórą. 
Używany przy układaniu fryzury, pudrowaniu itp.
Pojawił się we Francji w pierwszej połowie XVIII wieku.